# Білявка в законі
«Білявка в законі» (англ. Legally Blonde) — американська комедія Роберта Лукетича, виготовлена на студії Метро-Голдвін-Маєр. Фільм побудований за однойменним романом Аманди Браун.

## Сюжет
Посеред ідеального побачення в дорогому ресторані хлопець Ел прямим текстом заявив їй, що вона не достатньо серйозна і не найкраща партія для такого вартого заздрості нареченого як він, і поїхав вчитися в Гарвард, залишивши експодружку. Досхочу наплакавшись, Ел прийшла до висновку, що зможе повернути Ворнера, якщо покаже, що здатна досягти тих самих результатів, що й він, і, набравши необхідну кількість балів на вступному тесті до юридичного факультету, поїхала слідом за коханим.

## У ролях
| Актор            | Роль                    |
| ---------------- | ----------------------- |
| Різ Візерспун    | Ел Вудз                 |
| Люк Вілсон       | Еммет Річмонд           |
| Сельма Блер      | Вів'єн                  |
| Меттью Девіс     | Ворнер Гантінгтон III   |
| Віктор Гарбер    | професор Каллаган       |
| Елі Лартер       | Брук Тейлор Віндом      |
| Дженніфер Кулідж | Паулет Бонафанте        |
| Лінда Карделліні | Чатні                   |
| Голланд Тейлор   | професор Стромвелл      |
| Джессіка Коффіл  | Марго Чепмен            |
| Оз Перкінс       | Девід Кідні             |
| Ракель Велч      | місіс Віндем-Вандермарк |

## Нагороди та номінації
| Рік  | Нагорода                                  | Категорія                                         | Номінант      | Результат |
| ---- | ----------------------------------------- | ------------------------------------------------- | ------------- | --------- |
| 2001 | Teen Choice Awards                        | Choice Summer: Movie — Comedy (Фільм — Кіно літа) |               | Перемога  |
| 2002 | MTV Movie Awards                          | Найкращий фільм                                   |               | Номінація |
| 2002 | MTV Movie Awards                          | Найкраще виконання (жіноча роль)                  | Різ Візерспун | Номінація |
| 2002 | MTV Movie Awards                          | Найкраща комедійна роль                           | Різ Візерспун | Перемога  |
| 2002 | MTV Movie Awards                          | Найкраща репліка                                  |               | Перемога  |
| 2002 | MTV Movie Awards                          | Найкращий дизайн костюмів                         |               | Перемога  |
| 2002 | Премія «Золотий глобус» (59-та церемонія) | Найкращий фільм — комедія або мюзикл              |               | Номінація |
| 2002 | Премія «Золотий глобус» (59-та церемонія) | Найкраща жіноча роль — комедія або мюзикл         | Різ Візерспун | Номінація |
| 2002 | Премія «Супутник» (2002)                  | Найкраща акторка — комедія або мюзикл             | Різ Візерспун | Номінація |
| 2002 | Премія «Супутник» (2002)                  | Найкраща оригінальна музика                       | Рольф Кент    | Номінація |
| 2002 | BMI Awards                                | Найкраща оригінальна музика                       | Рольф Кент    | Перемога  |